# Cuchilla de Haedo
Die Cuchilla de Haedo ist eine Hügelkette in Uruguay.
Die Cuchilla de Haedo liegt im Norden des Landes. Dieses wellige Plateau umfasst mehrere Hügelketten mit sanften Hängen. Das Hauptrelief verläuft von Nordost nach Südwest und trennt das Wassereinzugsbecken des Río Negro und des Río Uruguay.
In der Cuchilla de Haedo entspringen der Río Arapey und der Río Daymán.

## Gipfel
- Cerro Batoví (224 m)[1]
- Cerro Bonito (351 m)
- Cerro Cementerio (255 m)
- Cerro de los Chivos (284 m)
- Cerro del Medio (221 m)
- Cerro Lunarejo (332 m)
- Cerro Miriñaque (282 m)